# 斯塔夫昌卡河
斯塔夫昌卡河（烏克蘭語：Ставчанка），是烏克蘭的河流，位於該國西部利沃夫州，屬於希雷茨河的支流，發源自姆沙納東南面，河道全長24公里，流域面積140平方公里。